# Psilotreta quadrata
Psilotreta quadrata är en nattsländeart som beskrevs av Schmid 1959. Psilotreta quadrata ingår i släktet Psilotreta och familjen böjrörsnattsländor. Inga underarter finns listade i Catalogue of Life.